# Ahmed Izet-paša
Ahmed Izet-paša (тур. Ahmed İzzet Furgaç; Bitolj, Osmansko carstvo 1864 – Istanbul, Turska, 31. mart 1937) je bio jedan od poslednjih velikih vezira Osmanskog carstva, pod upravom poslednjeg sultana Osmanskog carstva Mehmeda VI, u periodu između 14. oktobra 1914. i 8. novembra 1918.
Bio je načelnik generalštaba vojske Osmanskog carstva od 1908. do 1914. godine. Kada je izbio Prvi balkanski rat bio je u Jemenu, a general Nazim-paša nije sledio stavke plana Ahmed Izet-paše po kojem je trebalo povući vojsku na zapad u na teritoriju današnje Albanije a na istok u Rumeliju dok se vojska iz azijskih provincija carstva postavi na položaje na Balkanu. Nazim-paša je umesto toga doneo katastrofalnu odluku da se istovremeno sukobi sa vojskama i Kraljevine Srbije i Kraljevine Bugarske koje su u tom trenutku bile brojčano znatno nadmoćnije.
Bio je ministar odbrane Osmanskog carstva od 11. juna 1913. do januara 1914. Početkom januara 1914. godine je pokušao da uz pomoć proosmanskih pobunjenika u Albaniji bude postavljen na položaj kneza Albanske kneževine. U tom cilju je u Albansku kneževinu bilo poslato nekoliko stotina vojnika Osmanskog carstva koje su pri iskrcavanju 8. januara 1914. godine uhapsili pripadnici holandske žandarmerije i proterali.
Iako je period tokom koje je on obavljao ovu funkciju kratko trajao, bio je zapažen kao potpisnik Mudroskog primirja u ime Osmanskog carstva 30. oktobra 1918, koje je označilo kraj učešća Osmanskog carstva u Prvom svetskom ratu. 

## Spoljašnje veze
- Internet sajt
- Spisak knjiga Ahmed Izet-paše ili o njemu na worldcat.org Архивирано на веб-сајту  (13. октобар 2012)